# Bocconia (stolica tytularna)
Bocconia (łac. Diocesis Bocconiensis) – stolica historycznej diecezji w Cesarstwie rzymskim w prowincji Numidia zlikwidowana w VII w. podczas ekspansji islamskiej, współcześnie w północnej Algierii. Obecnie katolickie biskupstwo tytularne. 

## Biskupi tytularni
| Lp. | Biskup             | Funkcja                                         | Od                | Do               |
| --- | ------------------ | ----------------------------------------------- | ----------------- | ---------------- |
| 1   | Thomas Quinlan     | emerytowany biskup Chuncheon (Korea Południowa) | 16 listopada 1965 | 31 grudnia 1970  |
| 2   | Simon Pimenta      | biskup pomocniczy Bombaju (Indie)               | 5 czerwca 1971    | 11 września 1978 |
| 3   | Ernest Cabo        | biskup pomocniczy Basse-Terre (Gwadelupa)       | 2 lipca 1983      | 2 lipca 1984     |
| 4   | Gregory Taik Maung | biskup pomocniczy Pyain (Mjanma)                | 8 listopada 1984  |                  |